# چپ نو

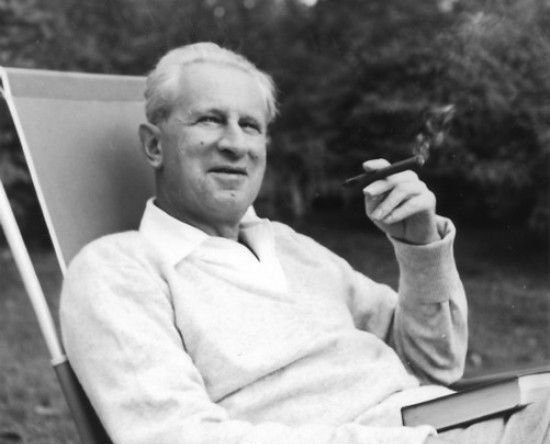
هربرت مارکوزه، مرتبط با مکتب فرانکفورت نظریه انتقادی، به عنوان پدر چپ نو معروف است.

چپ نو جنبشی سیاسی در دهه‌های ۱۹۶۰ و ۱۹۷۰ بود که از آموزگاران، تحریک کنندگان به قیام و دیگرانی تشکیل می‌شد که در پی محقق سازی بازهٔ گسترده‌ای از اصلاحات در زمینه‌هایی چون حقوق همجنسگرایی، حقوق سقط جنین، نقش جنسیتی و مواد مخدر بودند که در تضاد با جنبش‌های قدیمی تر چپگرا یا مارکسیستی، رویکرد وانگاردیستی تری در خصوص عدالت اجتماعی داشت و بیشتر بر سندیکایی سازی و پرسش‌های طبقه اجتماعی تمرکز می‌کرد. بخش‌هایی از چپ نو از درگیر شدن با جنبش کارگری و نظریهٔ تاریخی مارکسیستی مبارزه طبقاتی اجتناب می‌کرد، گرچه دیگران به گونه‌هایی از مارکسیسم نظیر مائوئیسم متمایل شدند. در آمریکا این جنبش با جنبش هیپی و اعتراضات ضد جنگ در دانشگاه‌ها نظیر جنبش آزادی بیان مرتبط بود. با این که گروه‌های تشکیل دهندهٔ چپ نو در مخالفت با چپ قدیم، حزب دموکرات ایالات متحده آمریکا شکل گرفتند، تدریجاً به بازیگران اصلی در ائتلاف دمکرات‌ها تبدیل شدند.

## الهام‌بخش‌ها و اثرگذاران
- تئودور آدورنو
- آلبر کامو
- گی دوبور
- فرانتس فانون
- آلن گینزبرگ
- اما گلدمن
- پال گودمن
- چه گوارا
- آلدوس هاکسلی
- پتر کروپوتکین
- رونالد دیوید لینگ
- آنری لوفور
- کلود لوی-استروس
- رزا لوکزامبورگ
- هربرت مارکوزه
- برتراند راسل
- ژان-پل سارتر
- لئون تروتسکی
- مالکوم ایکس
- لویی آلتوسر

## چهره‌های اصلی
- استو البرت
- بیل ایرز
- Rudolf Bahro
- شارل بتلهایم
- کوام تور
- دانیل کوهن بندیت
- آنجلا دیویس
- رژی دبره
- رودی دوچکه
- دنیز گزمیش
- Tom Hayden
- اگنس هلر
- ابی هافمن (فعال سیاسی)
- Tom Nairn
- هوی نیوتون
- Carl Oglesby
- Ronald Radosh
- Jerry Rubin
- Mark Rudd
- ماریو ساویو
- Matthew Steen
- ریموند ویلیامز
- پیتر ورسلی
- رالف میلیبند
- پری اندرسون
- مارشال برمن

## دیگر افراد مرتبط
- طارق علی
- سزار چاوز
- نوآم چامسکی
- دیوید دلینگر
- یوشکا فیشر[۶]
- میشل فوکو
- Norman Fruchter
- Karl Hess
- گابریل کولکو[۷]
- William Mandel
- A. J. Muste
- نیکوس پولانتزاس
- Charles A. Reich
- ریچارد سنت
- چارلز تیلور (فیلسوف)
- Robert Kurz